# Overture for Fun (Van Lijnschooten)
Overture for Fun is een compositie voor harmonieorkest van de Nederlandse componist Henk van Lijnschooten. Dit werk is gecomponeerd in opdracht van de stad Amsterdam.
Het werk is op cd opgenomen door het Melomaan Ensemble onder leiding van Harrie Janssen.